# Voivodia da Rutênia
A voivodia da Rutênia (latim: Palatinatus russiae, polonês: województwo ruskie) foi uma unidade de divisão administrativa e governo local do Reino da Polônia de 1366 até as partições da Polônia em 1772. Juntamente com a voivodia de Bełz, formou a província da Pequena Polônia com sua capital na cidade de Cracóvia, parte da região histórica da Pequena Polônia. Esta região, posteriormente, constituiu a grande parte da província austríaca da Galícia e atualmente está dividida entre a Polônia, a Ucrânia e a Bielorrússia.

## História

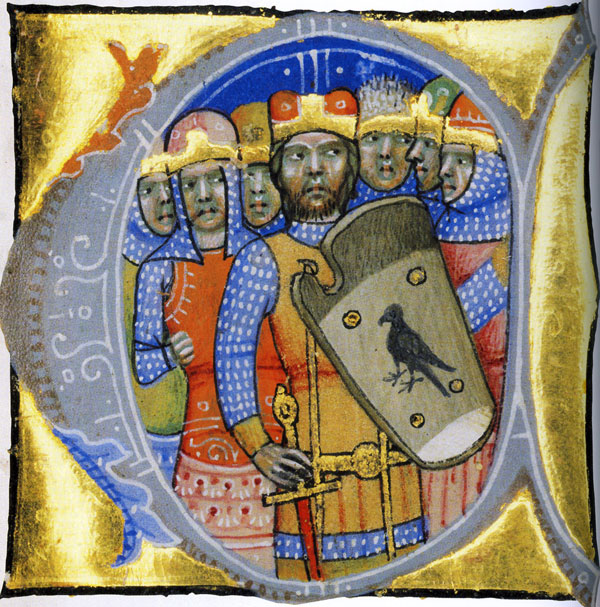
Arpades e os seis outros chefes tribais dos magiares

Povoada desde os tempos pré-históricos, a região que constitui hoje o centro-leste da Europa (parte sudeste da Polônia, oeste da Ucrânia) foi invadida, nos tempos pré-romanos, por várias tribos, incluindo os celtas, godos e vândalos (cultura Przeworsk). Depois da queda do Império Romano, do qual a maior parte do leste da Polônia fez parte (toda a área abaixo dos rios San e Dniestre), a região foi invadida pelos húngaros, eslavos e ávaros.  Posteriormente tornou-se parte do Estado da Grã Morávia. Após a invasão do Grande Império da Morávia por tribos húngaras, por volta de 899, os lendianos da área declararam sua submissão ao Império Húngaro. A região então tornou-se um local de disputas entre a Polônia, a Rússia de Quieve e a Hungria.
Originariamente ela referia-se a um certo território entre os rios Bug Ocidental e Wieprz. Seu nome polonês era Ziemia czerwieńska, ou "Czerwień Land" devido o nome de Cherven, uma cidade que existia na área. (Hoje em dia há diversas cidades com este nome, nenhuma delas tem relação com a Rutênia Vermelha).
Esta área foi mencionada pela primeira vez em 981, quando o grão-príncipe Vladimir I anexou a região à Polõnia. Em 1018 ela retornou para a 1031 Rutênia. Por aproximadamente 150 anos ela existiu como principado independente da Rutênia ou reino de Halych-Volínia, antes de ser conquistada por Casimiro III da Polônia em 1349. Desde esses tempos a região é chamada de Ruś Czerwona, traduzida por "Rutênia Vermelha" ("Czerwień" significa a cor vermelha na língua eslava ou da vila polonesa de Czermno), empregada para designar o território acima do rio Dniestre, e posteriormente transferida gradualmente para Przemyśl. Desde os tempos de Władyslaw Jagiełło, a voivodia de Przemyśl era chamada de voivodia da Rutênia ("województwo ruskie"). Ela consistia de cinco terras: Lwów, Sanok, Aliche, Przemyśl e Chełm. Este território foi controlado pela Áustria por quase 120 anos, e brevemente pela República Popular da Ucrânia Ocidental entre os anos de 1918 e 1919. Desde o início da partição Austríaca do sul da Polônia, durante o século XIX e início do século XX, até o retorno do controle Polonês em 1919, esta região era amplamente referida como Galícia.

## Governo municipal
Sede do governo da voivodia (wojewoda): 
- Lwów

Conselho regional para todas as terras da Rutênia (sejmik generalny):
- Sądowa Wisznia

Sedes do Conselho regional (sejmik poselski i deputacki): 
- Lwów
- Aliche
- Sądowa Wisznia
- Przemyśl
- Sanok
- Chełm

## Divisão administrativa
- Terra de Chełm (ziemia chełmska),   Chełm
  - Condado de Chełm, (powiat chełmski),  Chełm
  - Condado de Krasnystaw, (powiat krasnystawski),  Krasnystaw
  - Condado de Ratno, (powiat ratneński), Ratno
- Terra de Aliche (ziemia halicka),   Aliche
  - Condado de Aliche, (powiat halicki),  Aliche
  - Condado de Kolomyja, (powiat kołomyjski),  Kolomyja
  - Condado de Trembowla, (powiat trembowelski), Trembowla
- Terra de Lwów (ziemia lwowska),   Lwów
  - Condado de Lwów, (powiat lwowski),  Lwów
  - Condado de Żydaczów, (powiat źydaczowski),  Żydaczów
- Terra de Przemyśl (ziemia przemyska),   Przemyśl
  - Condado de Przemyśl (powiat przemyski),   Przemyśl
  - Condado de Sambor, (powiat samborski),  Sambor
  - Condado de Drohobycz, (powiat drohobycki), Drohobycz
  - Condado de Stryj, (powiat stryjski), Stryj
- Terra de Sanok (ziemia sanocka),   Sanok
  - Condado de Sanok (powiat sanocki),   Sanok

## Voivodas
- Stanisław Chodecki de Chotcza, (de 1466 – 1474)
- Jakub Buczacki - a partir de 1501
- Stanisław Kmita de Wiśnicz, (a partir de 1500 -)
- Jan Odrowąż, (a partir de 1510 -)
- Jan Tarnowski (a partir de 2 de abril de 1527)
- Stanisław Odrowąż (a partir de 1542)
- Piotr Firlej (1545-53)
- Hieronim Jarosz Sieniawski (a partir de 1576)
- Jan Daniłowicz de Olesko, (a partir de 1605)
- Stanisław Lubomirski, (1628-38)
- Jakub Sobieski (a partir de junho de 1641)
- Jeremi Michał Wiśniowiecki (a partir de abril de 1646 a 1651)
- Stefan Czarniecki (a partir de 1651)
- Stanislaw Jan Jabłonowski (a partir de 1664)
- Jan Stanisław Jabłonowski, (1697 – 1731)
- August Aleksander Czartoryski (a partir de 1731)
- Stanislaw Szczesny Potocki (a partir de 1782)

## Voivodias e regiões vizinhas
- Voivodia da Cracóvia
- Voivodia de Sandomierz
- Voivodia de Brześć Litewski
- Voivodia da Volínia
- Voivodia de Bełz
- Voivodia de Podole
- Zemplín
- Condado de Uzh
- Máramaros